# VM i banecykling 2011
Verdensmesterskaberne i banecykling 2011 var det 106. VM i banecykling og blev arrangeret af UCI. Mesterskabsstævnet blev afviklet i Omnisport Apeldoorn i Apeldoorn i Holland i perioden 23. – 27. marts 2011.

## Deltagende lande
41 nationer deltog.
- Argentina (2)
- Australien (19)
- Østrig (3)
- Belgien (11)
- Hviderusland (4)
- Canada (9)
- Chile (6)
- Kina (11)
- Colombia (12)
- Cuba (3)
- Tjekkiet (9)
- Danmark (5)
- Spanien (14)
- Frankrig (17)
- Storbritannien (16)
- Tyskland (23)
- Grækenland (9)
- Hongkong (8)
- Irland (2)
- Italien (11)
- Japan (9)
- Kasakhstan (1)
- Sydkorea (3)
- Litauen (7)
- Malaysia (5)
- Mexico (2)
- Holland (21)
- New Zealand (16)
- Polen (10)
- Sydafrika (1)
- Rusland (21)
- Slovenien (1)
- Schweiz (8)
- Slovakiet (1)
- Thailand (3)
- Kinesisk Taipei (1)
- Trinidad og Tobago
- Ukraine (10)
- USA (9)
- Usbekistan (2)
- Venezuela (5)

## Medaljevindere

### Mænd
| Disciplin                 | Guld                                                                      | Sølv                                                                     | Bronze                                                                  |
| ------------------------- | ------------------------------------------------------------------------- | ------------------------------------------------------------------------ | ----------------------------------------------------------------------- |
| Sprint [nb 1] detaljer    | Jason Kenny · Storbritannien                                              | Chris Hoy · Storbritannien                                               | Mickaël Bourgain · Frankrig                                             |
| 1000 m                    | Stefan Nimke · Tyskland                                                   | Teun Mulder · Holland                                                    | François Pervis · Frankrig                                              |
| Ind. forfølgelsesløb      | Jack Bobridge                                                             | Jesse Sergent                                                            | Michael Hepburn                                                         |
| Holdforfølgelsesløb       | Australien (Jack Bobridge, Rohan Dennis, Luke Durbridge, Michael Hepburn) | Rusland (Aleksej Markov, Evgenij Kovalev, Ivan Kovalev, Aleksandr Serov) | Storbritannien (Ed Clancy, Stephen Burke, Peter Kennaugh, Andy Tennant) |
| Holdsprint[nb 2] detaljer | Tyskland (René Enders, Maximilian Levy, Stefan Nimke)                     | Storbritannien (Matthew Crampton, Chris Hoy, Jason Kenny)                | Dan Ellis · Matthew Glaetzer · Jason Niblett · Australien               |
| Keirin                    | Shane Perkins · Australien                                                | Chris Hoy · Storbritannien                                               | Teun Mulder · Holland                                                   |
| Scratch                   | Kwok Ho Ting                                                              | Elia Viviani                                                             | Morgan Kneisky                                                          |
| Pointløb                  | Avila Edwin                                                               | Cameron Meyer                                                            | Morgan Kneisky                                                          |
| Parløb                    | Leigh Howard · Cameron Meyer · Australia                                  | Martin Bláha · Jiri Hochmann · Tjekkiet                                  | Theo Bos · Peter Schep · Netherlands                                    |
| Omnium                    | Michael Freiberg · Australien                                             | Shane Archbold · New Zealand                                             | Gijs van Hoecke · Belgien                                               |

### Kvinder
| Disciplin            | Guld                                                           | Sølv                                                 | Bronze                                                  |
| -------------------- | -------------------------------------------------------------- | ---------------------------------------------------- | ------------------------------------------------------- |
| Sprint               | Anna Meares                                                    | Simona Krupeckaitė                                   | Victoria Pendleton                                      |
| 500 m                | Olga Panarina                                                  | Sandie Clair                                         | Miriam Welte                                            |
| Ind. forfølgelsesløb | Sarah Hammer                                                   | Alison Shanks                                        | Vilija Sereikaitė                                       |
| Holdforfølgelsesløb  | Storbritannien (Laura Trott, Wendy Houvenaghel, Danielle King) | USA (Sarah Hammer, Dotsie Bausch, Jennie Reed)       | New Zealand (Kaytee Boyd, Jaime Nielsen, Alison Shanks) |
| Holdsprint           | Australien (Kaarle McCulloch, Anna Meares)                     | Storbritannien (Victoria Pendleton, Jessica Varnish) | Kina (Gong Jinjie, Guo Shuang)                          |
| Keirin               | Anna Meares                                                    | Olga Panarina                                        | Clara Sanchez                                           |
| Scratch              | Marianne Vos · Netherlands                                     | Katherine Bates · Australia                          | Danielle King · Storbritannien                          |
| Pointløb             | Tatsiana Sharakova                                             | Jarmila Machačová                                    | Giorgia Bronzini                                        |
| Omnium               | Tara Whitten                                                   | Sarah Hammer                                         | Kirsten Wild                                            |

## Medaljer
| Placering | Land           | Guld | Sølv | Bronze | Total |
| --------- | -------------- | ---- | ---- | ------ | ----- |
| 1         | Australien     | 7    | 3    | 2      | 12    |
| 2         | Storbritannien | 2    | 4    | 3      | 9     |
| 3         | Hviderusland   | 2    | 1    | 0      | 3     |
| 4         | Tyskland       | 2    | 0    | 1      | 3     |
| 5         | USA            | 1    | 2    | 0      | 3     |
| 6         | Holland        | 1    | 1    | 3      | 5     |
| 7         | Canada         | 1    | 0    | 0      | 1     |
| 7         | Colombia       | 1    | 0    | 0      | 1     |
| 7         | Hong Kong      | 1    | 0    | 0      | 1     |
| 10        | New Zealand    | 0    | 3    | 1      | 4     |
| 11        | Tjekkiet       | 0    | 2    | 0      | 2     |
| 12        | Frankrig       | 0*   | 1    | 5      | 6*    |
| 13        | Italien        | 0    | 1    | 1      | 2     |
| 13        | Litauen        | 0    | 1    | 1      | 2     |
| 15        | Rusland        | 0    | 1    | 0      | 1     |
| 16        | Belgien        | 0    | 0    | 1      | 1     |
| 16        | Kina           | 0    | 0    | 1      | 1     |
| Total     | Total          | 19   | 19   | 19     | 57    |

- Frankrig blev frataget to medaljer i januar 2012, efter at Grégory Baugé blev suspenderet på grund af brud på anti-doping reglerne, da han udeblev fra dopingtest. Medaljer som han havde vundet i to konkurrencer blev taget fra ham og givet videre til den næste på listen.[2]